# Usaquén
Usaquén ist der 1. Stadtbezirk (localidad) der kolumbianischen Hauptstadt Bogotá, der seit dem Jahr 1954 zur Stadt gehört. Der Bezirk befindet sich im Nordosten der Stadt an der östlichen Bergkette und grenzt im Norden an die Gemeinde Chía, im Osten an die Gemeinde La Calera, im Süden an den Stadtbezirk Chapinero und im Westen an den Stadtbezirk Suba.
Heute befinden sich in dem Viertel Wohnanlagen und Einkaufszentren, die Einwohnerzahl des Stadtbezirks belief sich im Jahr 2005 auf 425.192.

## Geschichte

### Entstehung des Namens
Zur Bedeutung des Namens existieren unterschiedliche Versionen. Es wird einerseits vermutet, dass der Name in der prähispanischen Zeit im Leben des indigenen Volkes der Muisca einen Ehrentitel in Abgrenzung zum sogenannten Zipa oder Bacatá darstellte. Eine andere Version bezieht sich auf eine religiöse Praktik: Bevor ein Haus für einen Häuptling gebaut wurde, wurden Gruben ausgehoben, um dort Pfähle zu befestigen. Vorher wurde aber unter Erde und Holz der Körper eines Mädchens als Symbol für Stärke und Glück begraben. Diese Zeremonie wurde Usaqué genannt, was in der indigenen Sprache Chibcha wiederum „unter dem Pfahl bedeutet“. Eine andere Theorie besagt, dass Usaquén für das Chibcha-Volk „Land der Sonne“ bedeutete, während des Weiteren vermutet wird, Usaquén komme von Usaca, welche die Tochter von Tisquesusa ist, die mit dem spanischen Kapitän Juan Mará Cortés verheiratet war. Als Aussteuer soll Juan Mará Cortés große Gebiete von Usaquén erhalten haben. Bis zum Jahr 1777 wurde Usaquén von einem indigenen Volk bewohnt, welches durch einen spanischen Erlass und aufgrund von schlechter landwirtschaftlicher Voraussetzungen das Gebiet verließ und sich im Süden der Stadt niederließ.

### 19. Jahrhundert
Zu Beginn des 19. Jahrhunderts bestand das Viertel aus nur 120 Häusern, die meisten aus Stroh, wovon eigentlich nur 100 zu dem besagten Viertel gehörten. Das Viertel war Sitz bekannter Landgüter, zum Beispiel Santa Ana, Santa Bárbara oder El Cedro. Diese ehemaligen Landgüter werden heute als Geschäfte, Wohnviertel oder Einkaufszentren genutzt.

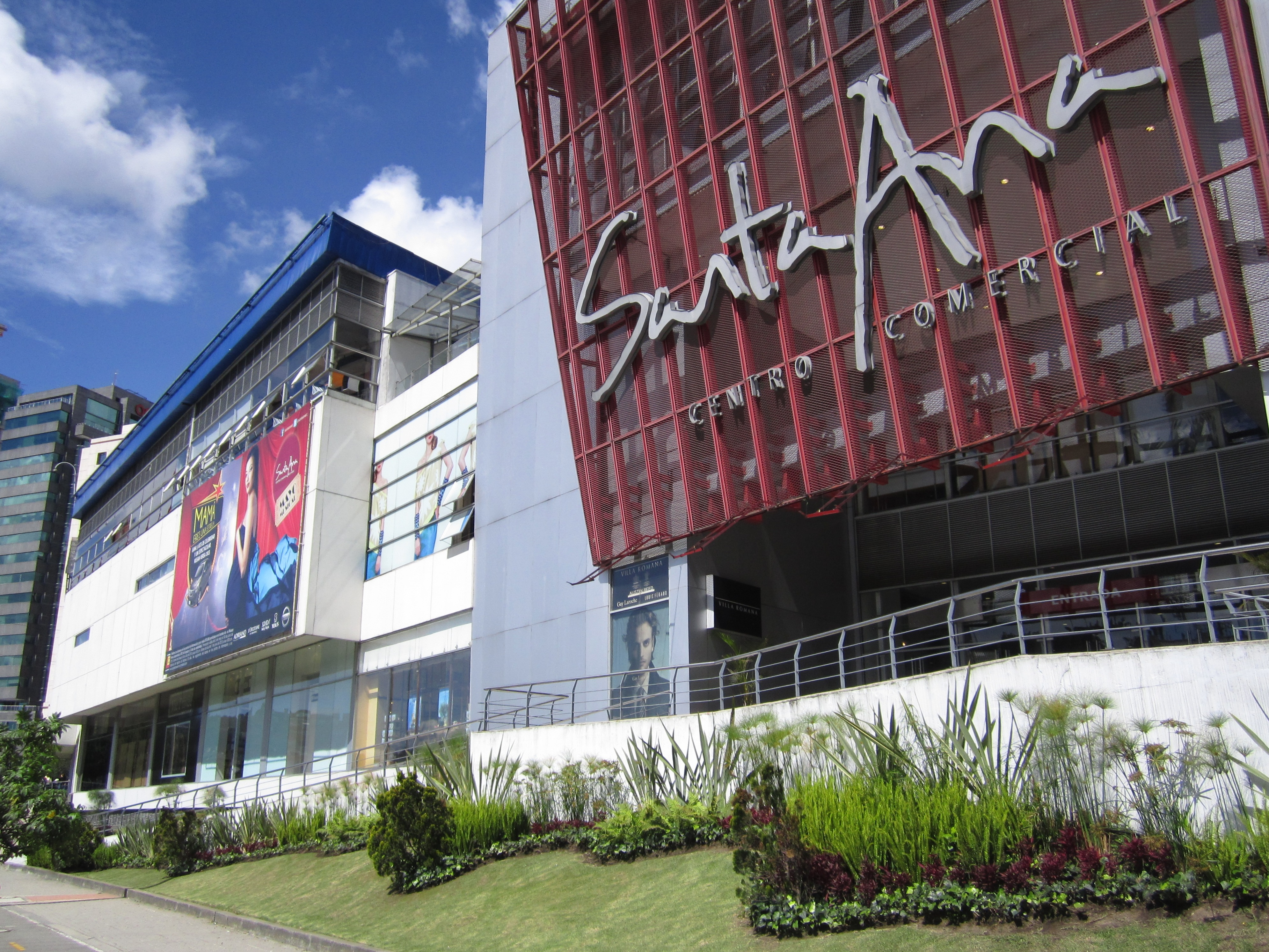
Einkaufszentrum Santa Ana

Im Jahr 1852 wurde der Sektor zur Gemeinde ernannt, 1860 ereignete sich ein Kampf zwischen den Truppen der Regierung und der Truppe von Tomás Cipriano de Mosquera, welcher als Sieger hervorging und die Herrschaft über das Land übernahm.

### 20. Jahrhundert
Im Jahr 1905 wurde die Carretera Central del Norte konstruiert, welche die Verbindungen zwischen Usaquén und Chapinero und Bogotá erheblich verbesserte. Bis 1954 gehörte Usaquén noch dem Departamento Cundinamarca an, hatte eine Größe von 71 km² und befand sich 12 km vom Zentrum Bogotás entfernt. Aus diesem Grund war Usaquén ein beliebter Wohnort für wohlhabende Familien der Stadt.

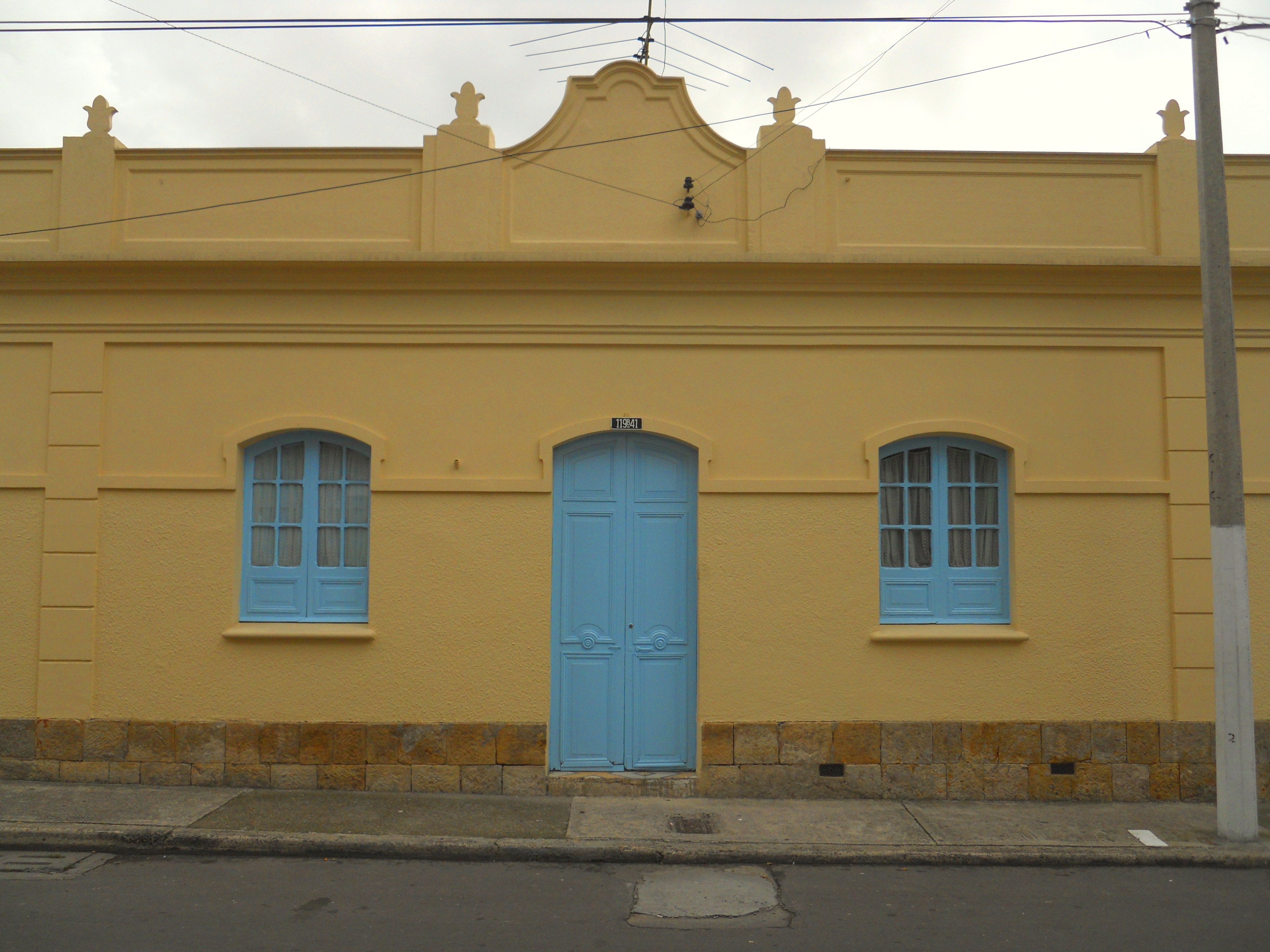
Haus in Usaquén

Während im Jahr 1938 nur 4617 Personen in Usaquén wohnten und die meisten der Häuser sich in mangelhaftem Zustand befanden, stieg die Zahl der Einwohner in den 1940er Jahren – wie auch in Bogotá – enorm an. Im Jahr 1951 verzeichnete Usaquén schon eine Bevölkerungszahl von 11207 Einwohnern, wovon nur 2469 in Usaquén geboren waren.
Der steigende Sandabbau zu dieser Zeit erklärt das Wachsen der Bezirke La Cita und San Cristóbal Norte, welche durch die Einteilung der in der Gegend tätigen Bergbaufirmen entstanden. In dieser Periode entwickelte sich ebenso der Bezirk Barrancas, weil sich Immigrantenfamilien in der Gegend der Calles 153 und 163 niederließen.
Nach der Gründung des Bezirks Bogotá (Distrito Especial) im Jahr 1955 wurde Usaquén in die Stadt integriert, behielt aber seine Institutionen als eigenständige Gemeinde. Usaquén unterlag allerdings der Aufsicht des Bürgermeisters des Bezirks Bogotá. Zur gleichen Zeit wurde die Parzellierung der Hacienda Santa Ana begonnen. Dabei ließ man sich von den Wohnanlagen der Sektoren El Chicó und El Cedro inspirieren. Die Grundstücke richteten sich an die entstehende Mittelschicht, welche sich durch modernisierende Dynamiken der Stadt entwickelte.
Zu Beginn der 1960er Jahre umfasste der Sektor 18 Bezirke. Aufgrund der ungewöhnlichen Urbanisierung war der Transport abhängig von der Carrera Séptima. Obwohl der Sektor von einigen Straßen umgeben war, gab es keinen direkten Zugang zu diesen, auch war das Angebot an öffentlichen Verkehrsmitteln sehr begrenzt. Die wenig fruchtbare Landwirtschaft zwang die neuen Bewohner des Stadtviertels auf den Markt nach Bogotá fahren.
1972 wurden die kleinen Bürgermeisterämter der Stadt eingeführt, worunter auch Usaquén fiel. Dadurch erlangte der Sektor etwas Autonomie zurück. Außerdem wurde ein Finanzierungssystem für Wohnungen entwickelt, welches als Unidad de poder adquisitivo constante (UPAC) bekannt wurde. Von großer Relevanz ist der Bau des Einkaufszentrums Unicentro im Jahr 1976. Der Bau rief eine neue städtische Entwicklung hervor, begleitet durch die Entstehung der Bezirke Multicentro und Antigua. Diese Projekte, Bezirke und Urbanisierungen wurden vor allem durch Pedro Gómez y Cia vorangetrieben. Gómez y Cia entwickelte außerdem einige weitere Gegenden des heutigen Usaquén, wie zum Beispiel Santa Coloma, La Pradera, Belmira oder Bosque Medina. Im Januar 1979 wurde von der Guerillabewegung M-19 aus dem zentralen Arsenal der Armee in Usaquén ein Waffenraub durchgeführt, bei dem durch einen 80 Meter langen Tunnel über 5000 Waffen gestohlen wurden.
Im Jahr 1991 wurde die ehemalige Gemeinde durch eine Verfassungsänderung als Bezirk anerkannt.

## Lage
Usaquén befindet sich im Nordosten der Stadt an der östlichen Bergkette und grenzt im Norden durch die Calle 240 an die Gemeinde Chía im Departamento Cundinamarca. Im Osten trennt die östliche Gebirgskette Usaquén von der Gemeinde La Calera. Im Süden grenzt Usaquén durch die Calle 100 an den Stadtbezirk Chapinero und im Westen durch die Autopista Norte an den Stadtbezirk Suba.

## Sehenswürdigkeiten
- Das koloniale Viertel mit der Kirchengemeinde Santa Bárbara (erbaut im Jahr 1665, modernisiert im 20. Jahrhundert), dem alten Landgut mit dem gleichen Namen (heute ein Einkaufszentrum), Schulen und dem berühmten Flohmarkt.
- Die Universidad El Bosque[5] in der Calle 134 mit Avenida 9.
- Die Militärische Universität Nueva Granada in der Calle 100 mit Carrera 11.
- Der Country Club: Club mit großem dazugehörigen Golfplatz für Familien der Oberschicht.
- Das Einkaufszentrum Unicentro[6]: eines der größten Einkaufszentren der Stadt, in das Einwohner des ganzen Stadtgebiets kommen.
- Das Einkaufszentrum Santa Ana in der Avenida Novena: eines der exklusivsten Einkaufszentren der Stadt.
- Das Einkaufszentrum Cedritos in der Calle 150 mit Carrera 16.
- Das Einkaufszentrum Palatino in der Calle 140 mit Carrera 7.
- Das Einkaufszentrum Hacienda Santa Bárbara[7]: vereint das Moderne mit dem Kolonialen, da es auf dem Grund gebaut wurde, auf dem sich die koloniale Hacienda von Pepe Sierra befand.
- Das Unternehmenszentrum Santa Bárbara: eine Verbindung von neun Gebäuden, die sich zwischen den Calles 112 und 116 und den Carreras 7 und 9 befinden.

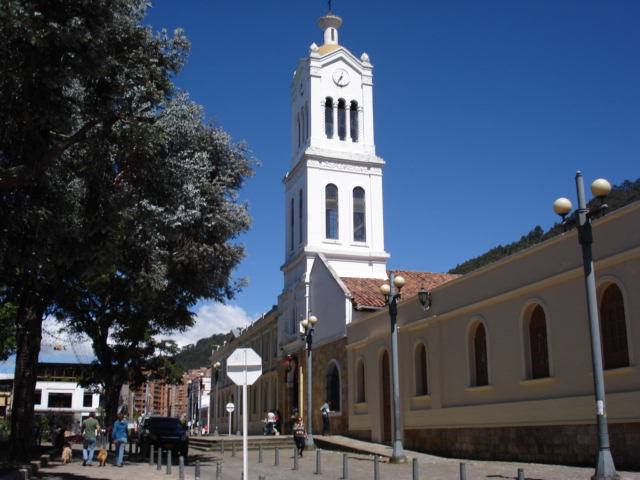
Kirche in Usaquén
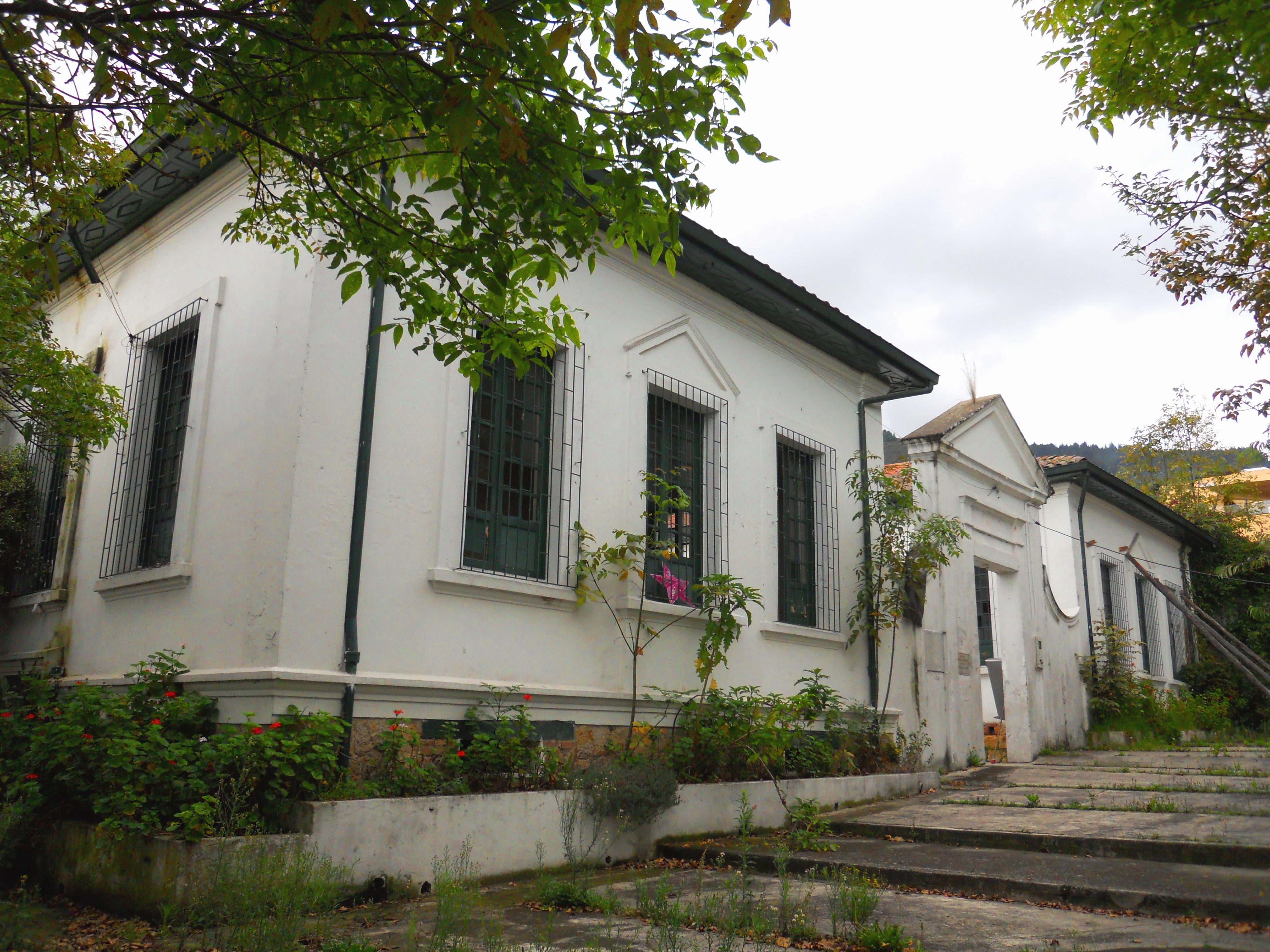
Schulgebäude in Usaquén, Carrera 6 mit Calle 119
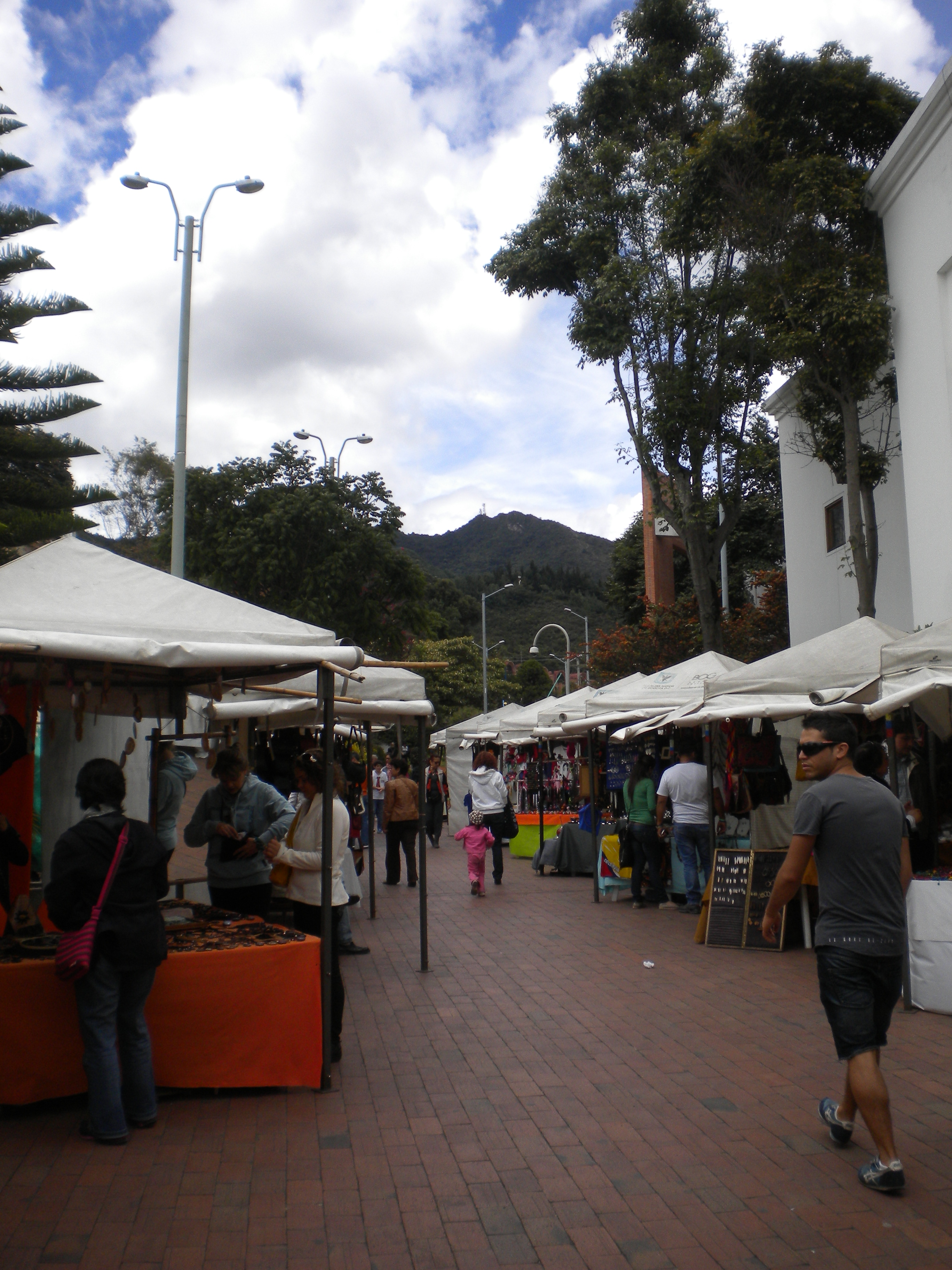
Sonntäglicher Flohmarkt in Usaquén
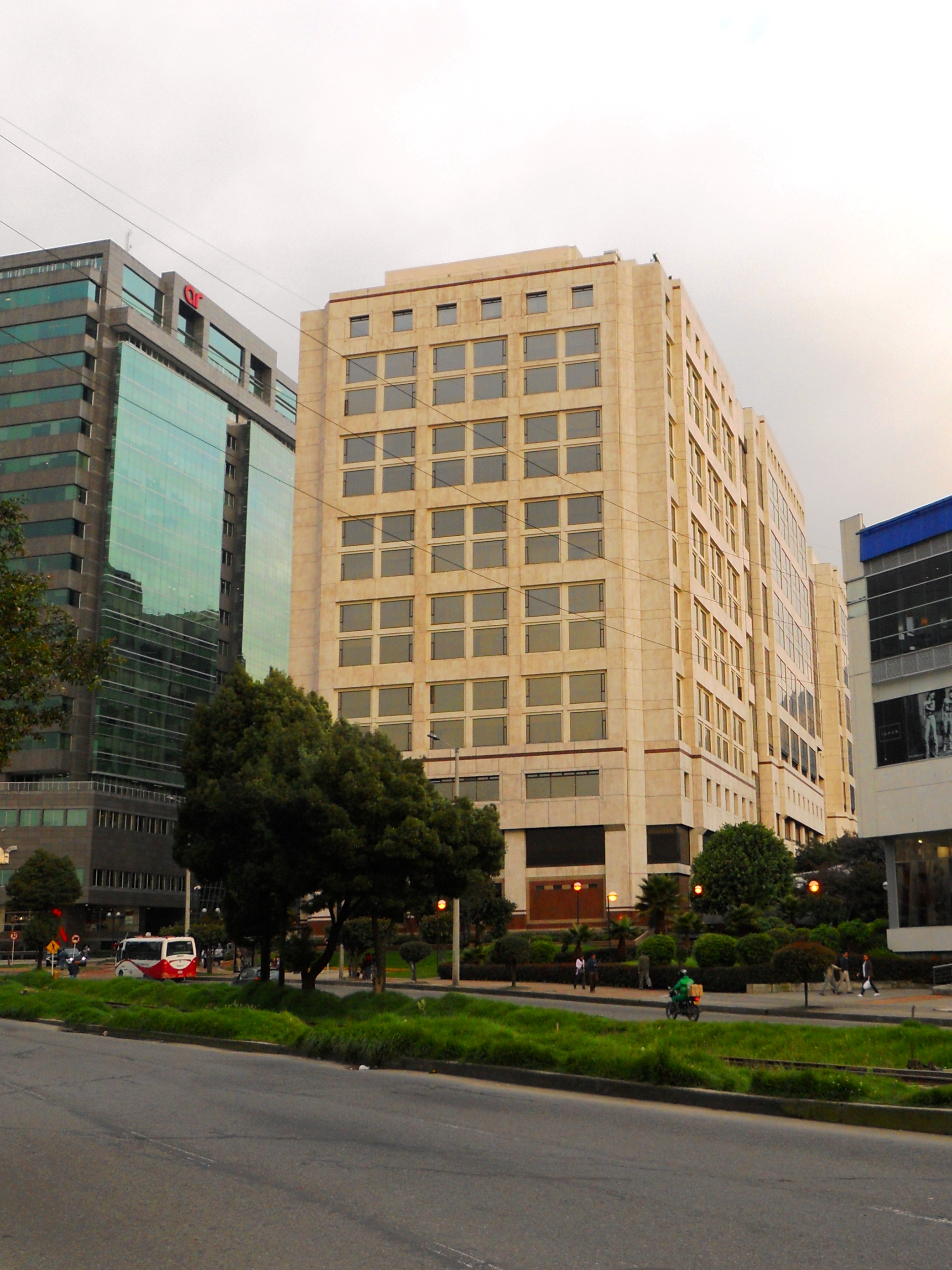
Gebäude des Unternehmenszentrums Santa Bárbara
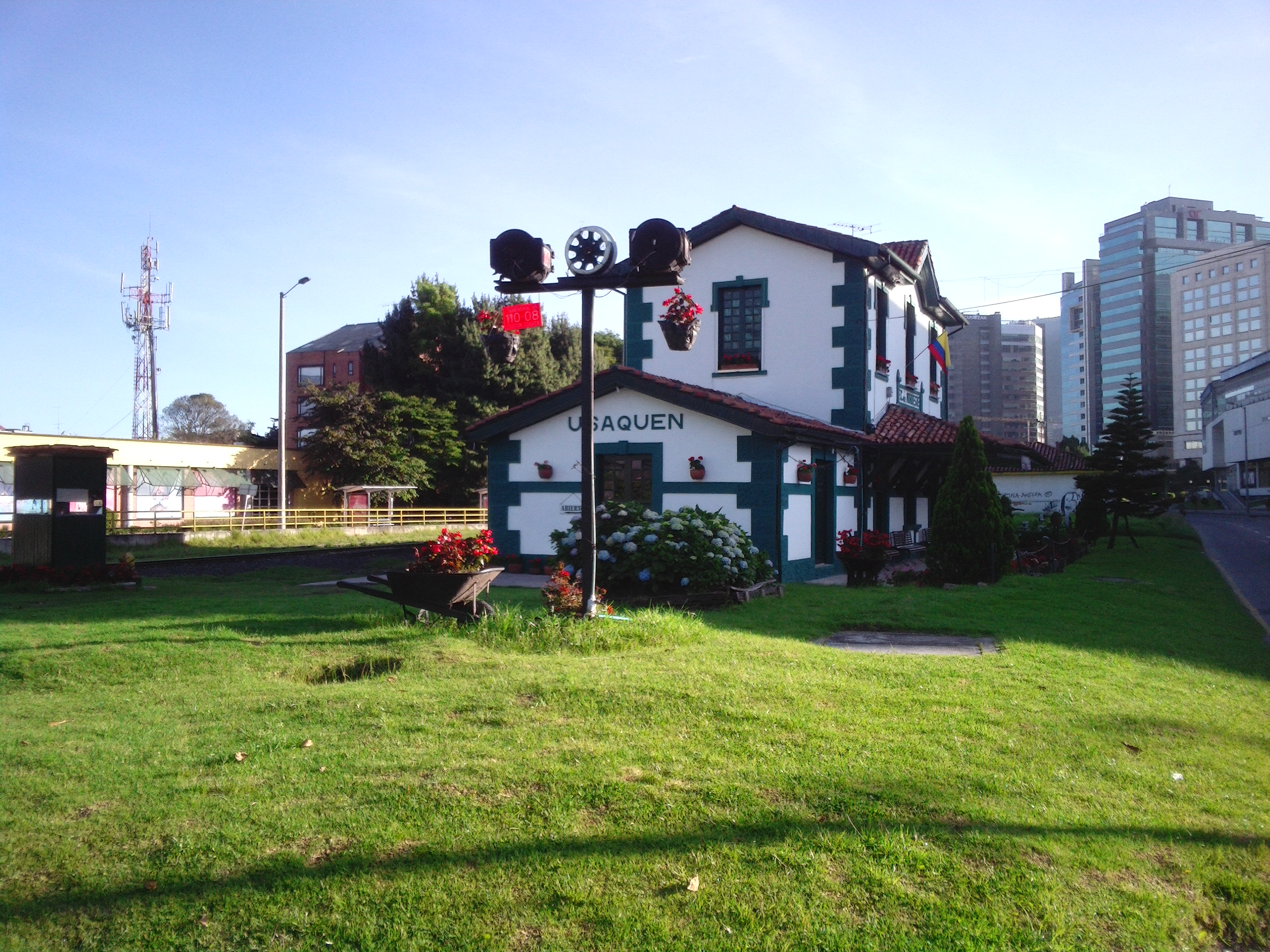
Eisenbahnstation in Usaquén
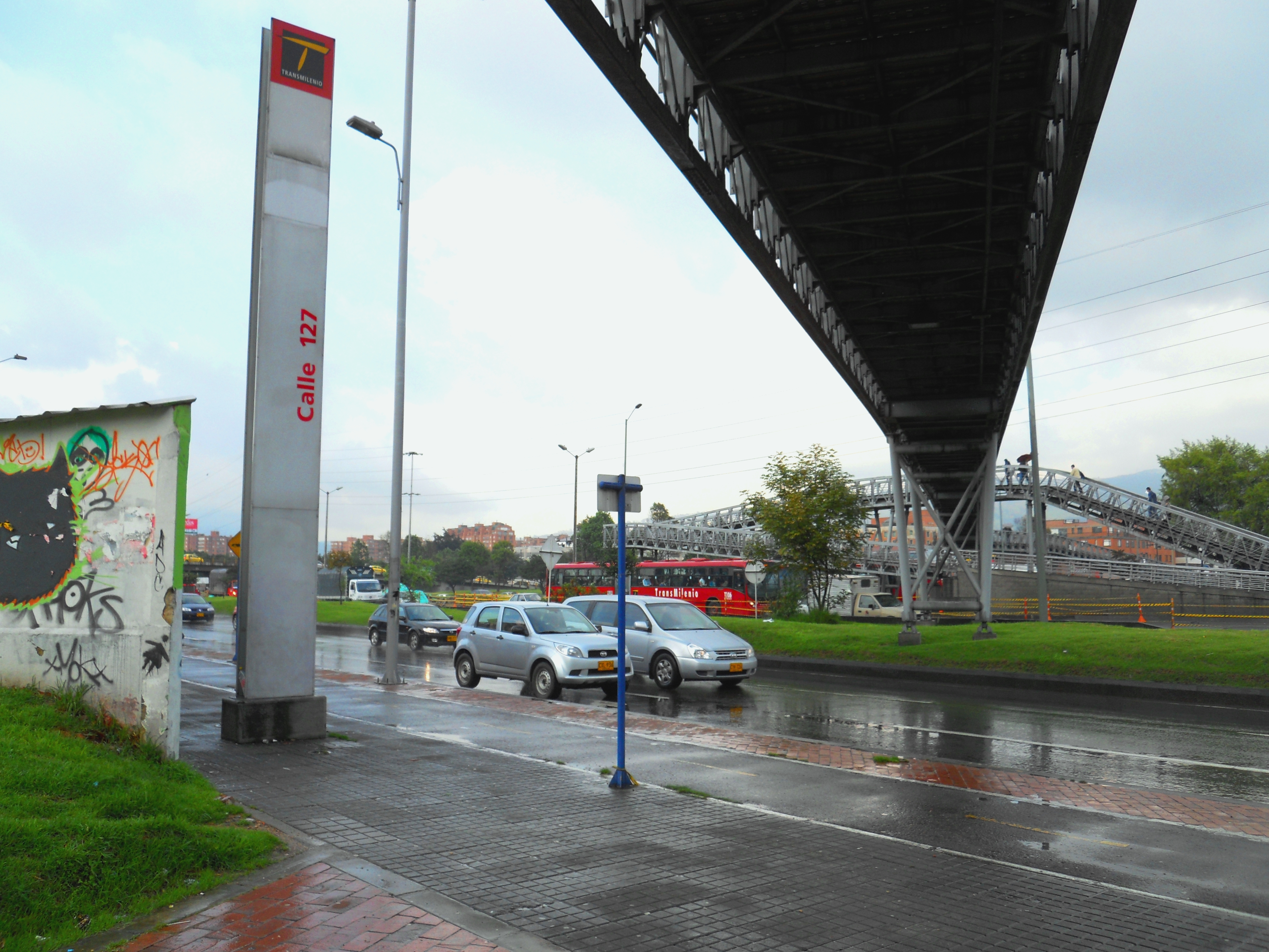
TransMilenio-Haltestelle Calle 127 an der Autopista Norte
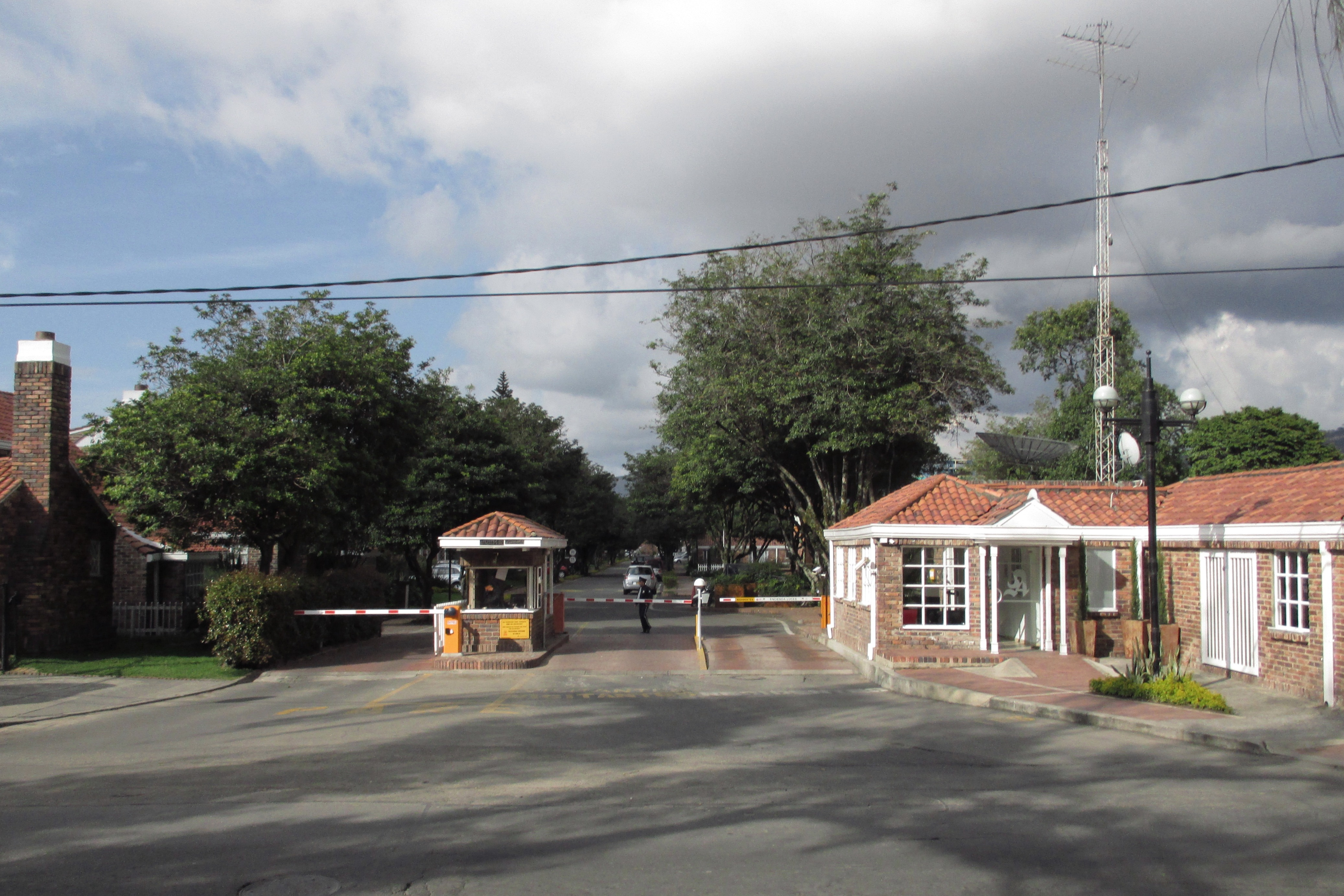
Viertel Antigua, Calle 134
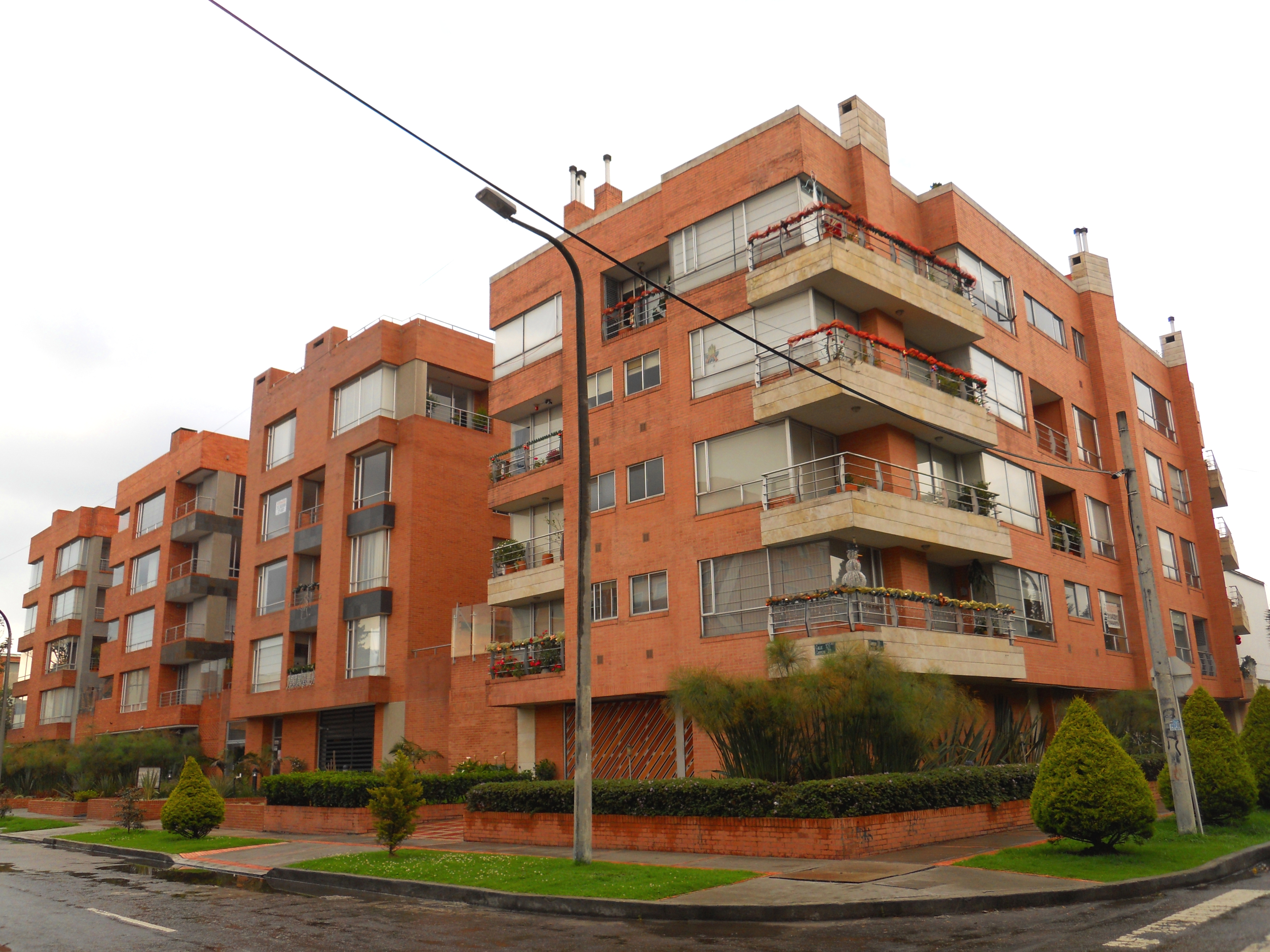
Gebäude im Viertel Santa Bárbara

## Transport
Zu erreichen ist Usaquén mit Stadtbussen, die vor allem an der Carrera Séptima, der Avenida Novena, der Avenida Carrera 19 und der Avenida Carrera 15 fahren. TransMilenio-Stationen gibt es nur im westlichen Teil des Bezirks, von der Autopista Norte bis zum Portal del Norte fahren Alimentadores. Außerdem fahren Busse des Sistema Integrado de Transporte de Bogotá (SITP) verschiedene Haltestellen in Usaquén an. Gegenüber dem Einkaufszentrum Santa Ana befindet sich die Eisenbahnstation von Usaquén. Von dort fahren Züge in die Gemeinden der Savanne von Bogotá. Zudem gibt es die Bahnstation San Antonio, die aber außer Betrieb ist.

## Unidades de Planeamiento Zonal (UPZ)
Usaquén ist in neun Unidades de Planeamiento Zonal („Zonenartige Planungseinheiten“) aufgeteilt. Diese Einheiten bestehen wiederum aus mehreren kleinen Stadtbezirken.
| UPZ                       | Stadtbezirk |
| ------------------------- | --- |
| Paseo de Los Libertadores | Canaima, La Floresta de La Sabana, Torca |
| Verbenal                  | Altos de Serrezuela, Balcones de Vista Hermosa, Balmoral Norte, Buenavista, Chaparral, El Codito, El Refugio de San Antonio, El Verbenal, Horizontes, La Estrellita, La Frontera, La Llanurita, Los Consuelos, Marantá, Maturín, Medellín, Mirador del Norte, Nuevo Horizonte, San Antonio Norte, Santandersito, Tibabita, Viña del Mar |
| La Uribe                  | Bosque de San Antonio, Conjunto Camino del Palmar, El Pite, El Redil, La Cita, La Granja Norte, La Uribe, Los Naranjos, San Juan Bosco, Urbanización Los Laureles |
| San Cristóbal Norte       | Ainsuca, Altablanca, Barrancas, California, Cerro Norte, Danubio, Don Bosco, La Perla Oriental, Las Areneras, Milán (Barrancas), Pradera Norte, San Cristóbal Norte, San Cristóbal Norte parte alta, San Cristóbal Norte parte baja, Santa Teresa, Soratama, Torcoroma, Villa Nydia, Villa Oliva                                        |
| Toberín                   | El Toberín, Babilonia, Darandelos, Estrella del Norte, Guanoa, Jardín Norte, La Liberia, La Pradera Norte, Las Orquídeas, Pantanito, Santa Mónica, Villa Magdala, Villas de Aranjuez, Villas del Mediterráneo, Zaragoza |
| Cedritos                  | Acacias, Antigua, Belmira, Bosque de Pinos, Caobos Salazar, Capri, Cedritos, Cedro Bolívar, Cedro Golf, Cedro Madeira, Cedro Narváez, Cedro Salazar, El Contador, El Rincón de Las Margaritas, La Sonora, Las Margaritas, Lisboa, Los Cedros, Los Cedros Oriental, Montearroyo, Nueva Autopista, Nuevo Country, Sierras del Moral       |
| Usaquén                   | Bella Suiza, Bellavista, Bosque Medina, El Pañuelito, El Pedregal, Escuella de Caballería I, Escuela de Infantería, Francisco Miranda, Ginebra, La Esperanza, La Glorieta, Las Delicias del Carmen, Sagrado Corazón, San Gabriel, Santa Ana, Santa Ana Occidental, Santa Bárbara Alta, Santa Bárbara Oriental, Unicerros, Usaquén       |
| Country Club              | Country Club, La Calleja, La Carolina, La Cristalina, Prados del Country, Recodo del Country, Santa Coloma, Soatama, Toledo, Torres del Country, Vergel del Country |
| Santa Bárbara             | Santa Bárbara Occidental, Campo Alegre, Molinos del Norte, Multicentro, Navarra, Rincón del Chicó, San Patricio, Santa Bárbara, Santa Bárbara Central, Santa Bibiana, Santa Paula |